# Love in the Big City
Love in the Big City (en hangul, 대도시의 사랑법; en hanja, 大都市의 사랑法) es una película surcoreana dirigida por Lee Eon-hee y protagonizada por Kim Go-eun y Noh Sang-hyun. Está basada en la novela homónima escrita por Park Sang-young. Se presentará el 13 de septiembre de 2024 en el Festival Internacional de Cine de Toronto. Su estreno comercial se produjo el 1 de octubre del mismo año.

## Sinopsis
Es una película sobre la relación a lo largo de trece años entre Jae-hee, un espíritu libre a quien no le importa lo que piensen los demás, y Heung-su, que domina el arte de ocultar secretos de nacimiento, mientras viven juntos y comparten su propia historia de amor. Jae-Hee es una mujer con una personalidad feroz, una actitud y un estilo de hablar directo. Siempre ha sido objeto de chismes sin fundamento. Mientras tanto, Heung-Soo es alguien que desea mantener su homosexualidad oculta, para todos y de por vida. Sin embargo, un día, Jae-Hee termina descubriendo la verdad sobre la identidad secreta de Heung-Soo mientras pasa casualmente por el callejón de un hotel. Esto hace que Heung-Soo se sienta bastante ansioso. Jae-Hee no solo guarda su secreto, sino que también decide ayudarlo en una situación complicada. Los dos terminan confiando el uno en el otro. También se mudan juntos en secreto a un apartamento y se ayudan mutuamente a superar desafíos y encontrar conexiones románticas. Se vuelven amigos cercanos, pero nadie cree que sean solo amigos.

## Reparto

### Principal
- Kim Go-eun como Jae-hee, quien tiene un estilo audaz que inmediatamente llama la atención de todos y una personalidad que no duda en la vida y el amor.[4][5][6]
- Noh Sang-hyun como Heung-soo, a quien no le interesan la escuela ni las mujeres, pero termina viviendo con Jae-hee después de que ella le revela un secreto que él nunca quiso que se descubriera.[4][7][8]

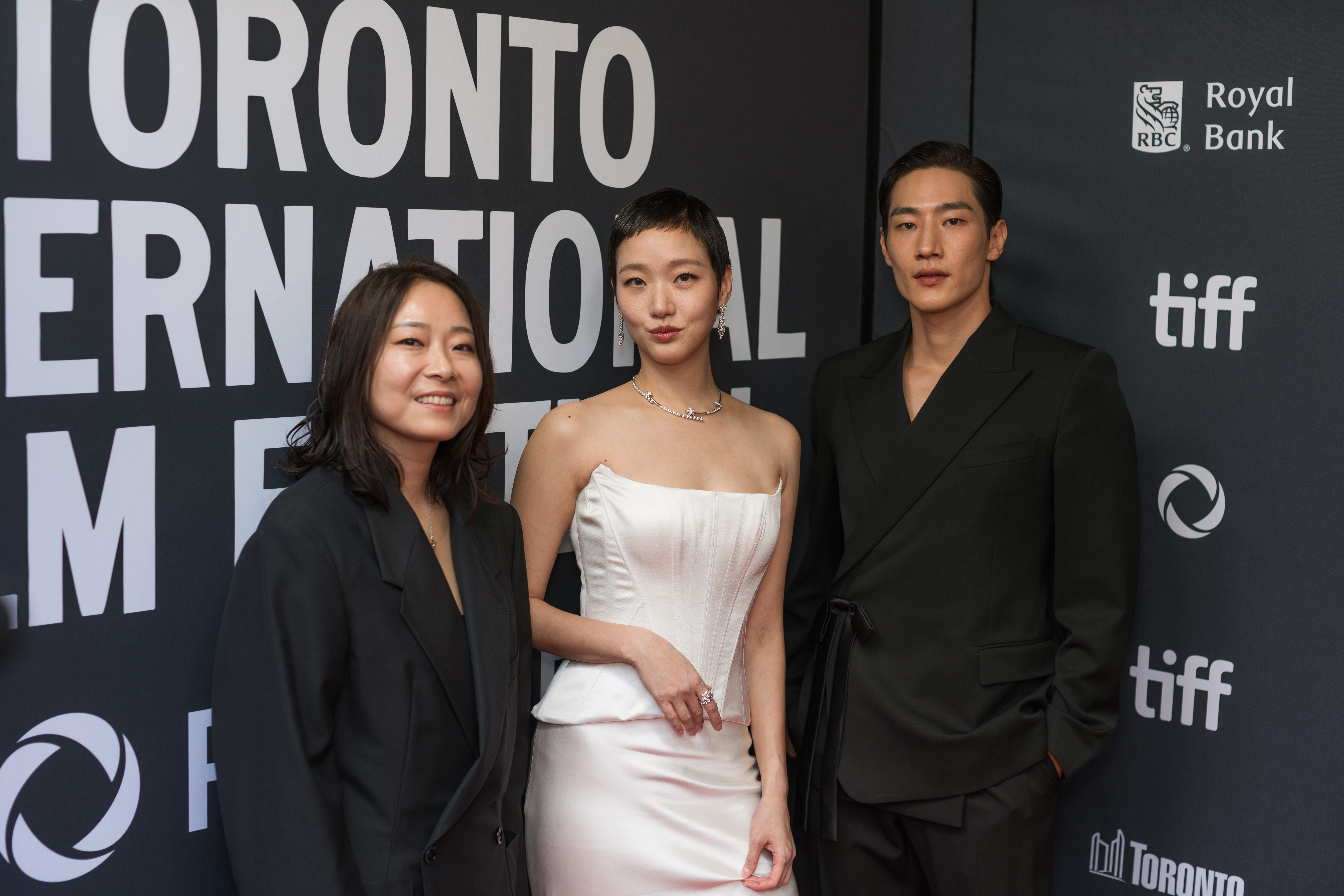
La directora Lee Eon-hee y los protagonistas Kim Go-eun y Steve Sanghyun Noh durante el estreno en el Festival de Cine de Toronto, septiembre de 2024

### Secundario
- Jang Hye-jin como la madre de Heung-soo.[9]
- Jung Hwi como Su-ho, el novio de Heung-soo.[10]
- Oh Dong-min como Jisuk, el novio de Jae Hee.[11]
- Lee Sang-yi como Min-joon, el colega de Jae-hee, que es franco y directo.[12]
- Kwak Dong-yeon como Junsu, uno de los exnovios de Jae-hee.[12]
- Joo Jong-hyuk como un exnovio de Jae Hee, un tatuador con un estilo único.[12]
- Lee You-jin como Sun Woo, un exnovio de Jae Hee, a la que enseñó el significado del amor pero también llegó a lastimarla.[12]
- Kim Chae-eun interpreta a Ah-young, la amiga de la universidad de Jae-hee.[13]
- Park Sang-young.[9]

## Producción
Love in the Big City es la adaptación cinematográfica de una de las partes de la novela homónima de Park Sang-young, que fue un éxito de ventas (más de 100 000 ejemplares solo en Corea) y candidata al premio Booker en 2022. La trama de este libro se empezó a producir en doble formato, como película y como serie para televisión. La producción de la primera corrió a cargo de Showbox, Tale Farming y Plus M Entertainment, que se ocuparía también de la distribución. El presupuesto fue de unos 6000 millones de wones (costo neto de producción). Mientras avanzaba el proyecto de la película, la serie, que en principio sería de ocho episodios, tenía dificultades en encontrar financiación y existían dudas sobre su factibilidad, aunque finalmente se estrenó el 21 de octubre en TVING.
La directora es Lee Eon-hee (...ing, 2003; Missing Woman, 2016; The Accidental Detective 2: In Action, 2018). Con este filme, Lee «quería contar una historia sobre la confusión de la juventud antes de olvidarme de la mía». Intenta presentar una narrativa en la que «dos personas llevan sus propias vidas pero las completan dentro de una determinada relación», pero la trama no se limita a las relaciones amorosas, sino que también aborda las relaciones de amistad y familiares, revelando los aspectos complejos de cada personaje.
El rodaje comenzó el 8 de julio y terminó hacia finales de septiembre de 2023.
El 13 de agosto de 2024 la compañía productora lanzó el primer cartel oficial y un avance de la película. El 21 de agosto distribuyó seis fotogramas del filme, y el 29 del mismo mes publicó el segundo cartel oficial y un vídeo de producción.

## Estreno
Love in the Big City se presentó el 13 de septiembre de 2024 en el Royal Alexandra Theatre, dentro del 49.º Festival Internacional de Cine de Toronto. Después de la proyección la directora y los dos protagonistas respondieron a las preguntas del público. Los otros títulos surcoreanos invitados al festival fueron Harbin y I, The Executioner.
El estreno en sala en Corea del Sur tuvo lugar el 1 de octubre de 2024. Al 20 de octubre, aún en exhibición, se había programado en 1101 salas y había vendido 638 242 entradas, con una taquilla del equivalente a 4 441 428 dólares, situándose por este concepto en la decimonovena posición entre las películas surcoreanas estrenadas en 2024.

## Premios y nominaciones
| Año  | Premios                                                | Categoría              | Candidato            | Resultado | Ref.          |
| ---- | ------------------------------------------------------ | ---------------------- | -------------------- | --------- | ------------- |
| 2024 | Premios Blue Dragon Film                               | Mejor actor revelación | Noh Sang-hyun        | Ganador   | [ 29 ]        |
| 2024 | Premios Blue Dragon Film                               | Mejor música           | Primary              | Ganador   | [ 29 ]        |
| 2024 | Premios Cine21                                         | Mejor actriz           | Kim Go-eun           | Ganadora  | [ 30 ]        |
| 2024 | Premios Cine21                                         | Mejor actor revelación | Noh Sang-hyun        | Ganador   | [ 30 ]        |
| 2024 | Premios de la Asociación Coreana de Produtores de Cine | Mejor actor revelación | Noh Sang-hyun        | Ganador   |               |
| 2024 | Festival Women in Film Korea                           | Mejor actriz           | Kim Go-eun           | Ganadora  | [ 31 ]        |
| 2024 | Festival Women in Film Korea                           | Mejor director         | Lee Eon-hee          | Ganadora  | [ 31 ]        |
| 2025 | Premios Baeksang Arts                                  | Mejor película         | Love in the Big City | Pendiente | [ 32 ] [ 33 ] |
| 2025 | Premios Baeksang Arts                                  | Mejor director         | Lee Eon-hee          | Pendiente | [ 32 ] [ 33 ] |
| 2025 | Premios Baeksang Arts                                  | Mejor actriz           | Kim Go-eun           | Pendiente | [ 32 ] [ 33 ] |
| 2025 | Premios Baeksang Arts                                  | Mejor actor revelación | Noh Sang-hyun        | Pendiente | [ 32 ] [ 33 ] |
| 2025 | Premios Baeksang Arts                                  | Gucci Impact Award     | Love in the Big City | Pendiente | [ 32 ] [ 33 ] |